# Hispaniola
Hispaniola (spanska: La Española, franska: Hispaniola) är en ö tillhörande ögruppen Stora Antillerna i Västindien. Ön är politiskt uppdelad i två stater: Haiti (västra tredjedelen) och Dominikanska republiken (östra delen). Hispaniola är den näst största ön i Västindien, efter Kuba, med en yta på 77 900 km².

## Geografi
Kuba ligger nordväst om Hispaniola, på andra sidan om Windwardsundet. I sydväst ligger Jamaica, på andra sidan om Jamaicakanalen. Puerto Rico ligger öst om Hispaniola på andra sidan om Monasundet. Bahamas och Turks- och Caicosöarna ligger i norr.

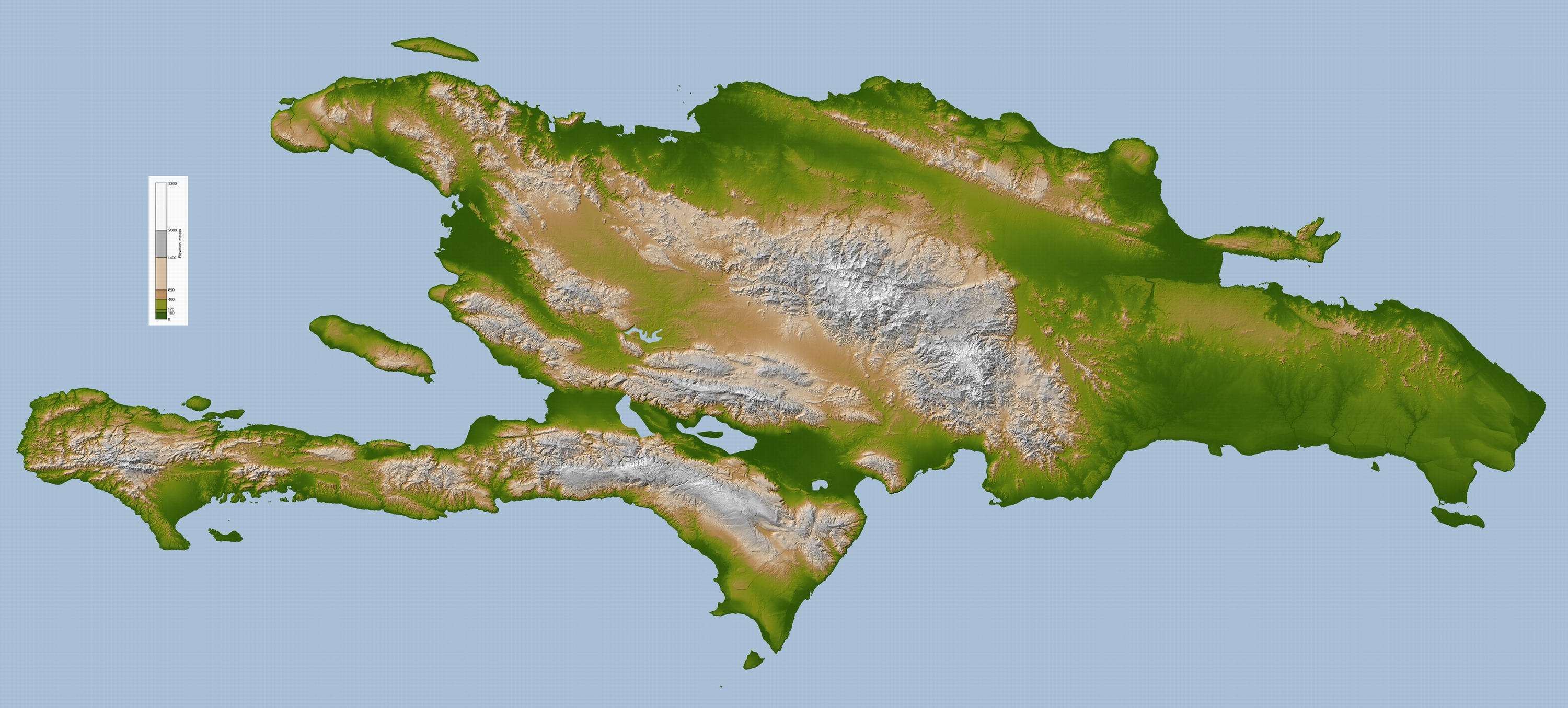
Topografisk karta över Hispaniola.

Kuba, Hispaniola, Jamaica och Puerto Rico kallas tillsammans för Stora Antillerna. De ligger på kontinental berggrund, till skillnad från Små Antillerna, som för det mesta är vulkan- eller korallöar.

### Topografi
Ön har fem större bergskedjor. Centralkedjan, i Dominikanska republiken kallad Cordillera Central, går genom centrala delen av ön, från södra Dominikanska republiken in i nordvästra Haiti, där den kallas Massif du Nord. I bergskedjan ligger öns högsta topp, Pico Duarte, som når 3 098 meter över havet.
Cordillera Septentrional går parallellt med Centralkedjan längs med norra Dominikanska republiken, och går ut i Atlanten som Samanáhalvön. Den högsta punkten i Cordillera Septentrional är Pico Diego de Ocampo. Bergskedjorna avgränsas av Cibaodalen och de atlantiska kustslätterna.
Den nordligaste bergskedjan är Cordillera Oriental i östra delen av landet.
Sierra de Neiba reser sig i sydvästra Dominikanska republiken, och fortsätter nordväst in i Haiti, parallellt med Cordillera Central.
Den södra bergskedjan börjar i sydvästligaste Dominikanska republiken som Sierra de Bahuroco, och fortsätter västerut in i Haiti som Massif de la Selle och Massif de la Hotte. Pic de la Selle är den högsta punkten i den södra bergskedjan och den högsta punkten i Haiti. Den når 2 680 meter över havet. En sänka går parallellt med södra bergskedjan, mellan södra kedjan och Chaîne des Matheux. Den kallas Plaine du Cul-de-Sac i Haiti, vars huvudstad, Port-au-Prince, ligger i dess västra ände. I sänkan finns ett antal salthaltiga sjöar, inklusive Saumatrelagunen i Haiti och Lago Enriquillo i Dominikanska republiken.

## Historia
Taínofolket kallade ön Quisqueya (eller Kiskeya), vilket betyder "moder jord". Namnet används fortfarande i båda länderna. Det refererar poetiskt till Dominikanska republiken i det landets nationalsång, Quisqueyanos valientes. Ur europeiskt perspektiv upptäckes ön av Christofer Columbus som kallade ön La Isla Española, som betyder "den spanska ön" på spanska. Det kom att skrivas Hispaniola på latin, det då ledande skriftspråket. Spanjorerna döpte senare om ön till Santo Domingo. Ett annat lokalt namn, Ayiti, introducerades 1804 som namnet för det självständiga Haiti. Tidigare hette ön Haiti på svenska. Dominikanska republiken kallades en tid "Spanska Haiti". Bohio är ytterligare ett lokalt namn på ön.
Både Haiti och Dominikanska republiken är utvecklingsländer, men skillnaderna är mycket stora till Dominikanska republikens fördel. Trots att länderna ligger på samma ö har exempelvis 95 procent av invånarna i Dominikanska republiken tillgång till rent vatten jämfört med 58 procent av haitierna.
Sedan Frankrike tagit styre över den västra delen av ön genom avtalet vid Ryswick 1697, kom den västra delen snabbt att utklassa den östra vad gäller rikedom och befolkning. Dominikanska republiken blev inte mer folkrik än Haiti förrän 1970. Haitier har tagit över den östra delen av ön flera gånger, på 1790-talet under François Toussaint l'Ouverture och 1821–1822 under Jean-Pierre Boyer.